# St. Matthias (Altforweiler)

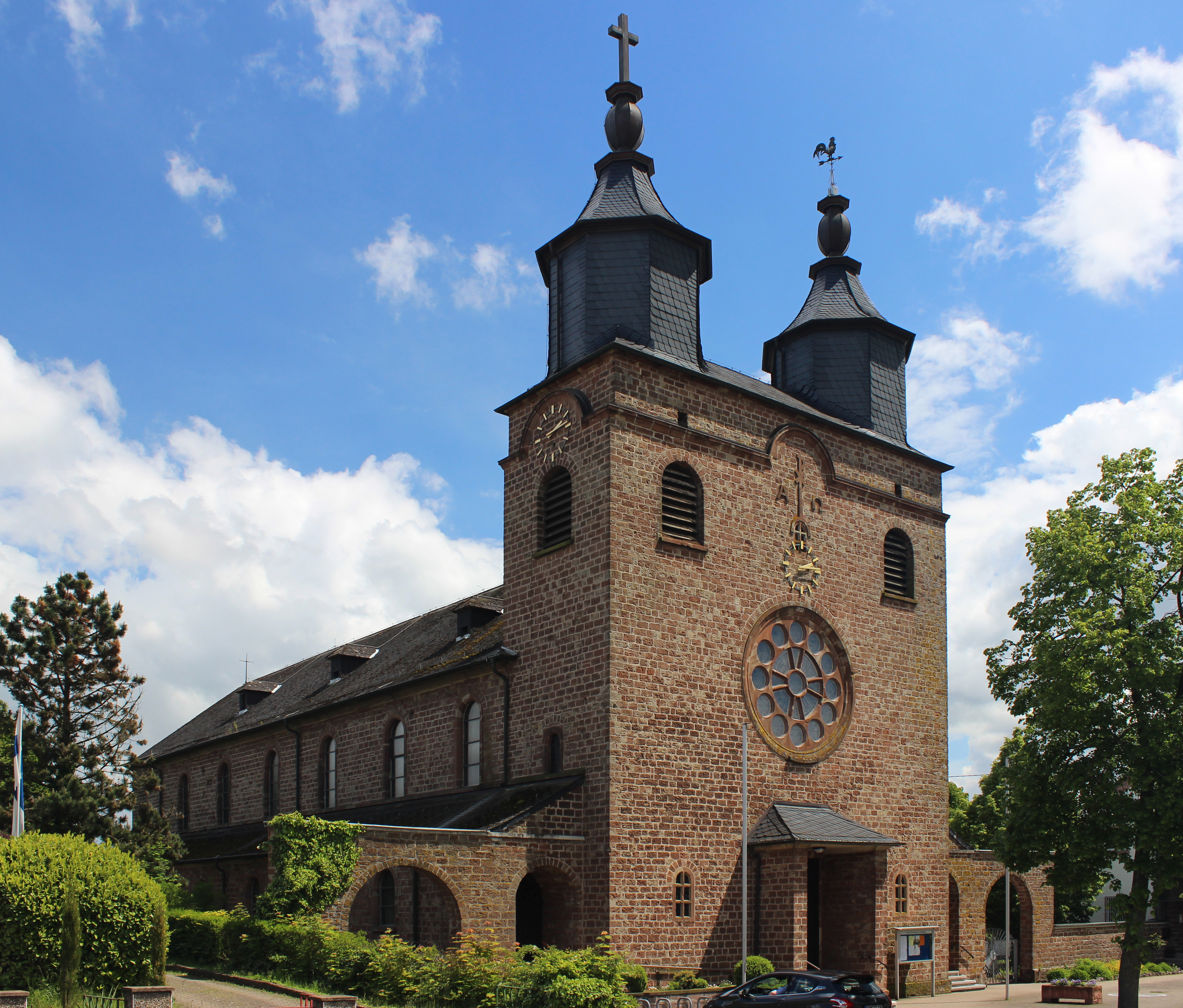
Die katholische Pfarrkirche St. Matthias in Altforweiler

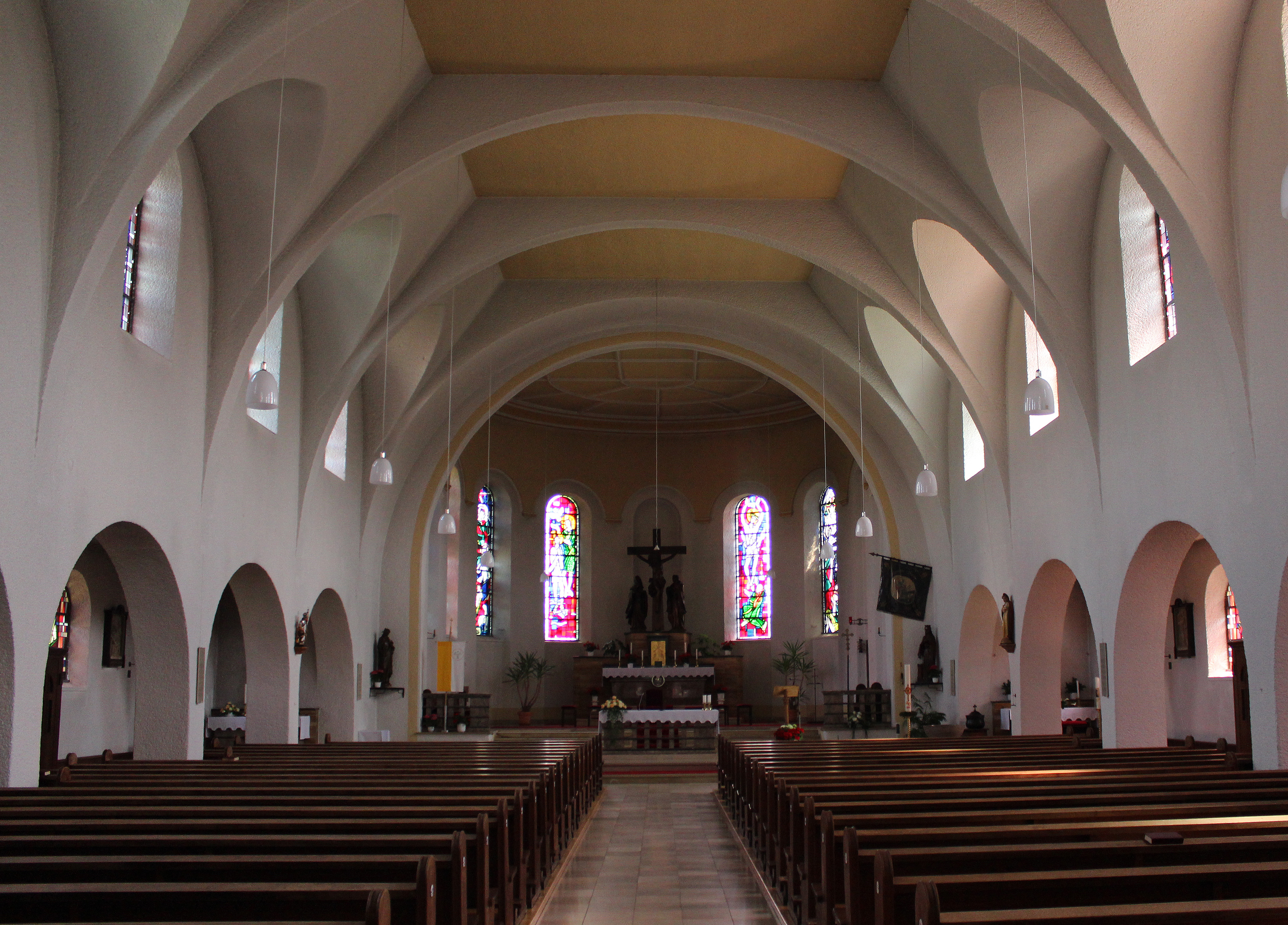
Blick ins Innere der Kirche

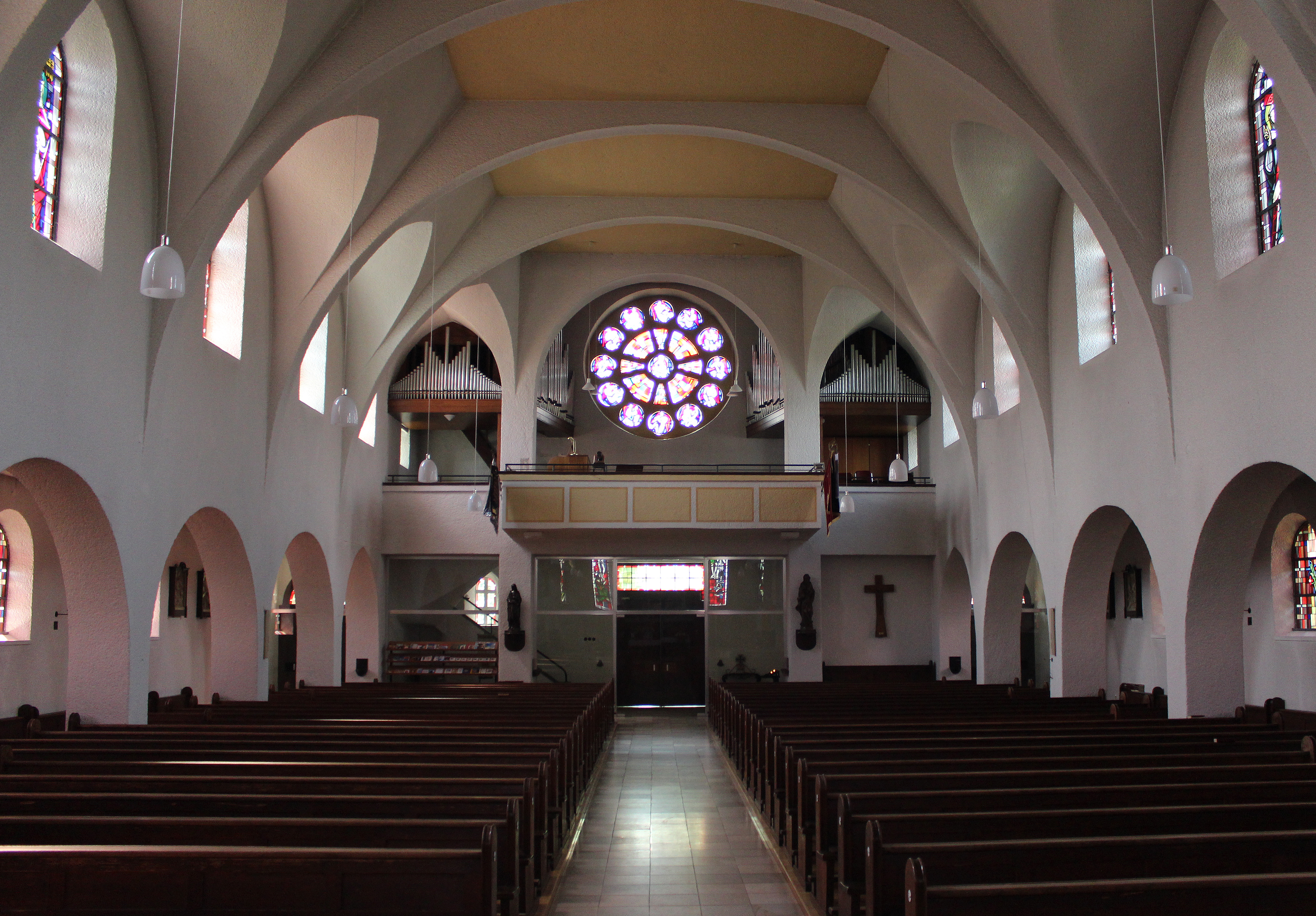
Blick zur Orgelempore

Die Kirche St. Matthias ist eine römisch-katholische Pfarrkirche in Altforweiler, einem Ortsteil der saarländischen Gemeinde Überherrn, Landkreis Saarlouis. Kirchenpatron ist der Apostel Matthias. In der Denkmalliste des Saarlandes ist die Kirche als Einzeldenkmal aufgeführt.

## Geschichte
Altforweiler gehörte ursprünglich seelsorgerisch zur Pfarrei des abgegangenen Ortes Eschweiler. Heute befindet sich dort die Oranna-Kapelle. Mit der Zuordnung zur Pfarrei Berus ergab sich für den Gottesdienstbesuch ein beschwerlicher Weg und in Altforweiler der Wunsch nach einer eigenen Kirche.
Im Jahr 1836 begann man in Altforweiler mit dem Bau einer Kapelle auf dem Grundstück der wohlhabenden Witwe Leinen, das diese samt Kapelleneinrichtung der Gemeinde Altforweiler schenkte. Die Kapelle wurde – in Anspielung auf den Namen des Ehemannes der Witwe – dem Apostel Matthias geweiht. Die Einsegnung der Kapelle erfolgte am 21. Oktober 1838.
Altforweiler wurde am 1. April 1923 eine Kapellengemeinde und am 1. August 1925 zur selbständigen Pfarrei mit Johannes Strupp als erstem Pfarrer.
Gut 90 Jahre nach ihrer Fertigstellung ergab sich aufgrund von Feuchtigkeit, der niedrigen Bauart und vor allem wegen steigenden Platzmangels die Notwendigkeit eines Kirchenneubaus. Am 18. Dezember 1927 wurde ein Kirchbauverein gegründet, am 11. September 1932 erfolgte der erste Spatenstich für den Kirchenneubau und am 7. Juli 1933 die Grundsteinlegung. Errichtet wurde die Kirche nach Plänen des Trierer Architekten Peter Marx. Für die Ausführung zeichnete Bauunternehmer Adam Ehl (Altforweiler) verantwortlich. Als Baumaterial diente einheimischer Sandstein. Die Benedizierung erfolgte am 7. Juli 1935. Die feierliche Einsegnung am 6. November 1936 nahm der Trierer Weihbischof Albert Maria Fuchs vor. 
Der Bau der Kirche, die von der Gemeinde in Eigenleistung errichtet wurde, konnte schuldenfrei bewerkstelligt werden.
In den Jahren 1990 bis 1999 wurde die Kirche einer Restaurierung unterzogen.
Mit Wirkung zum 1. September 2007 wurden die Pfarreien und Kirchengemeinden St. Matthias (Altforweiler), St. Martin (Berus) und St. Nikolaus (Felsberg) zu einer Pfarrei und Kirchengemeinde mit dem Namen St. Oranna Überherrn zusammengeschlossen. Pfarrkirche der neu errichteten Pfarrei wurde St. Matthias in Altforweiler.

## Orgel
Die Orgel der Kirche wurde 1958 von der Firma Seifert (Bergisch Gladbach) erbaut. Das auf einer Empore aufgestellte Kegelladen-Instrument verfügt über 25 (26) Register, verteilt auf 2 Manuale und Pedal. Die Spieltraktur ist elektropneumatisch, die Registertraktur ist pneumatisch. Die Disposition lautet wie folgt
| I Hauptwerk C–g3 |             |       |
| 1.               | Quintade    | 16′   |
| 2.               | Prinzipal   | 8′    |
| 3.               | Gedackt     | 8′    |
| 4.               | Salizional  | 8′    |
| 5.               | Oktave      | 4′    |
| 6.               | Koppelflöte | 4′    |
| 7.               | Quinte      | 2 ⁄3′ |
| 8.               | Schwegel    | 2′    |
| 9.               | Mixtur IV-V | 1 ⁄3′ |
| 10.              | Trompete    | 8′    |

| II Schwellwerk C–g3 |            |       |
| 11.                 | Gemshorn   | 8′    |
| 12.                 | Rohrflöte  | 8′    |
| 13.                 | Violflöte  | 8′    |
| 14.                 | Prästant   | 4′    |
| 15.                 | Nachthorn  | 4′    |
| 16.                 | Flageolett | 2′    |
| 17.                 | Larigot    | 1 ⁄3′ |
| 18.                 | Zimbel III | 2⁄3′  |
| 19.                 | Krummhorn  | 8′    |

| Pedal C–f1 |                    |     |
| 20.        | Subbaß             | 16′ |
|            | Quintade (= Nr. 1) | 16′ |
| 21.        | Oktavbaß           | 8′  |
| 22.        | Gedacktbaß         | 8′  |
| 23.        | Choralbaß          | 4′  |
| 24.        | Baßflöte           | 4′  |
| 25.        | Posaune            | 16′ |

- Spielhilfen: 2 freie Kombinationen, 1 freie Pedalkombination, Tutti, Zungen Ab; Man-16' Ab, Crescendowalze